# Cantone di Vianden
Il Cantone di Vianden è un cantone del Lussemburgo nordorientale, compreso nel distretto di Diekirch. Confina con il cantone di Clervaux a nord, con il circondario di Bitburg-Prüm (Renania-Palatinato, Germania) ad est e con il cantone di Diekirch a sud e a ovest. 
Il capoluogo è Vianden. La superficie è di 54 km² e la popolazione nel 2012 era di 4 510 abitanti. 
Comprende 3 comuni:
- Putscheid
- Tandel
- Vianden